# 牛门

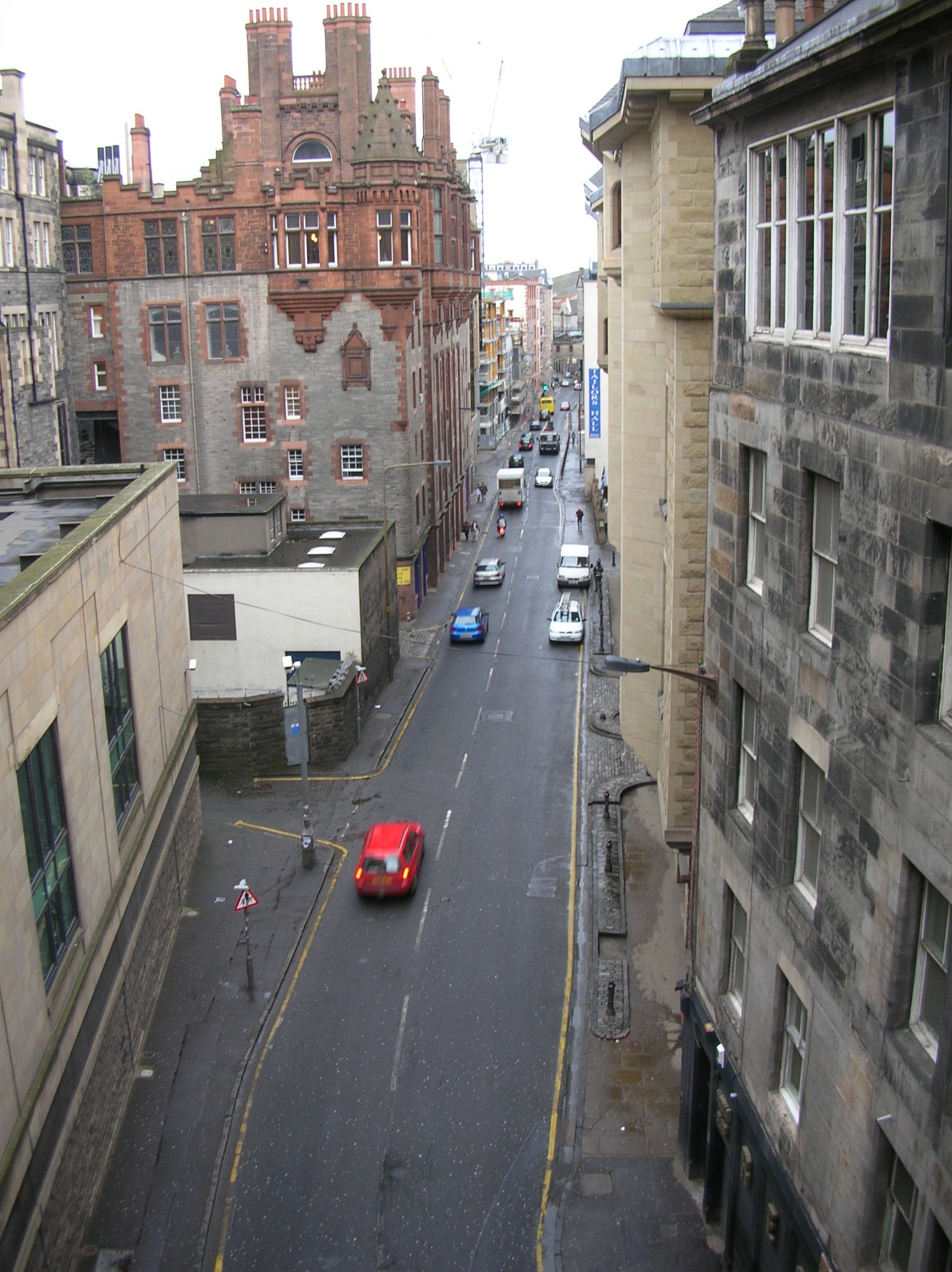
从乔治四世桥看牛门

牛门（英語：Cowgate），又譯牛街、牛門街，是英国苏格兰爱丁堡的一条街道，从爱丁堡城堡步行五分钟就可以到达牛门。它是爱丁堡世界遗产的一部分。它的名字来自于中世纪时代牛被沿这条街赶到市内的市场上去被出售。（在苏格兰语中，或者，是街道的意思，而不是门的意思。）
牛门是爱丁堡老城比较低的部分，这些部分部分位于南桥和乔治四世桥提高的街道的周围，因此牛门本身部分地区相当阴暗。它西部注入稻草市场，东部与向连。
虽然这是一个很热闹的地方，但是从18世纪中到两次世界大战后牛街是一个著名的拥挤的贫民窟。大多数爱尔兰的移民住在这里。比如爱尔兰社会主义领袖和革命家、复活节起义的领导人之一和爱尔兰独立的牺牲者詹姆斯·康诺利就是于1868年在牛门107号出生的。
19世纪末这里被称为“小爱尔兰”。著名的爱尔兰足球俱乐部希伯尼安足球俱乐部就是于1875年8月由牛门圣派特里克教堂的成员组织成立的。至1890年代初该俱乐部的总部位于这个教堂。当时该俱乐部赢得的奖杯依然在这个教堂里展出。

## 2002年大火
2002年12月7日傍晚约八点钟牛门的一座夜总会失火。大火很快就蔓延到南桥的建筑，火光在周围数英里的地方都可以看到，整个城市被烟覆盖。由于爱丁堡没有注明的地窖系统大火很难控制。所幸的是无人丧命。但是许多建筑被毁，其中包括爱丁堡大学的信息学学院。
19支救火队使用了整整一天才控制住了大火。
爱丁堡的两条交通要道牛门和南桥被封闭了数天，使得爱丁堡几乎交通瘫痪。
爱丁堡大学信息学学院是1950年代人工智能的先驱，其图书馆收藏了全世界最丰富的关于人工智能方面的文献。大火将图书馆摧毁，使得许多宝贵的历史资料失落。大火后大学的信息学被分散到市内数个地方。2005年开始修建一座新的建筑，预计2008年开始使用。